# Tipula (Lunatipula) pelma
Tipula (Lunatipula) pelma is een tweevleugelige uit de familie langpootmuggen (Tipulidae). De soort komt voor in het Palearctisch gebied.